# Indio, California
Indio este un oraș în comitatul Riverside, California, Statele Unite ale Americii, care este situat în Valea Coachella a deșertului Colorado din regiunea California de Sud. El se află la 23 mile (37 km) est de Palm Springs, 75 mile (121 km) est de Riverside, 127 mile (204 km) est de Los Angeles și 148 mile (238 km) nord-est de San Diego. Cuvântul Indio înseamnă indian în limba spaniolă.
Populația orașului era de 76.036 locuitori la recensământul din 2010, în creștere semnificativă (55%) de la 49.116 locuitori la recensământul din 2000. Indio a fost menționat anterior ca Hub of the Valley, slogan pe care Camera de Comerț l-a folosit în anii 1970. Mai târziu a fost poreclit Orașul Festivalurilor, o referire la numeroasele evenimente culturale organizate în oraș, mai ales Festivalul de Muzică și Arte de pe valea Coachella.

## Istoric
Deși Indio a fost la început o stație de cale ferată, el a devenit curând un oraș agrar. Ingeniozitatea fermierilor de a găsi surse de apă, mai întâi prin descopeirea izvoarelor arteziene și apoi prin conectarea văii la All-American Canal a făcut ca producția de ceapă, bumbac, struguri, citrice și finic să crească în acest climat arid. Cu toate acestea, apa a devenit, de asemenea, o problemă majoră pentru Indio și orașul a fost inundat de mai multe ori până când au fost construite mai multe canale de-a lungul văii Coachella.
La începutul secolului al XX-lea, Indio nu mai era de mult timp doar o stație de cale ferată. Au fost construite școli, spitalul La Casita furniza servicii medicale și mai multe familii s-au stabilit aici definitiv. Prin 1920 trăiau în Indio între 1.000 și 2.000 de locuitori permanenți, în timp ce populația orașului se dubla de la 2.500 la 5.000 de persoane în lunile de iarnă, ca urmare a faptului că localitatea a fost promovată ca o stațiune de îngrijire a sănătății pentru persoanele în vârstă și pentru cele cu boli respiratorii.
În a doua jumătate a secolului al XX-lea Indio a trecut printr-o altă perioadă de declin ca urmare a migrației populației către noile orașe dinspre vest precum Palm Desert. Cu toate acestea, acum are loc o inversare a acestei tendințe și secțiunea de est a devenit din nou centrul văii Coachella.

## Geografie
Indio este situat la 33°43′12″N 116°13′55″V / 33.72000°N 116.23194°V (33.719871, -116.231889). Potrivit United States Census Bureau, orașul are o suprafață totală de 75,6 kilometri pătrați (29 mi2), dintre care 99,97% este pământ și 0,03% este apă.
Indio este locul unde se află oficiile administrației estice a comitatului Riverside. Palm Springs a avut o populația mai mare din 1955 până în 1992, când recensământul a evidențiat că Indio a depășit Palm Springs și acest titlu i-a fost înapoiat. Altitudinea oficială a orașului Indio este sub nivelul mării; primăria se află la altitudinea de 4 m sub nivelul mării, în timp ce jumătatea estică a văii Coachella coboară la 50 m sub nivelul mării (malul lacului Marea Salton este la o distanță de 15 mile (24 km) sud de Indio).

## Personalități
- Al Adamson – scenarist, producător, regizor și actor
- Judith 'Judie' Brown – cofondatoare în 1979 a American Life League
- Timothy Bradley, Jr. – boxer profesionist
- Jacqueline Cochran – femeie pilot celebră
- Cameron Crowe – scenarist și regizor
- Debi Derryberry – actriță de voce
- Merv Griffin – cântăreț, actor, producător, vedetă de televiziune
- Stephan Jenkins – textier, vocalist al trupei Third Eye Blind
- Anthony Kim – jucător de golf
- Oscar Loya – cântăreț și interpret în spectacolele de teatru muzical de pe Broadway
- Oscar Lua – fotbalist la echipa USC
- Vanessa Marcil – actriță[8]
- June Hill Robertson McCarroll – medic, autoarea ideii marcării cu vopsea a marginilor benzilor de pe autostradă
- Alan O'Day – muzician
- Jenna Ortega – actriță
- Tony Reagins – director general al clubului de baseball Los Angeles Angels of Anaheim (2007–2011)
- Marco Sanchez – actor
- Bill Snyder – fost antrenor al echipei de fotbal Wildcats de la Kansas State University; antrenor al echipei de fotbal a Liceului din Indio în anii 1960 și 1970
- Cub Swanson – practicant de arte marțiale
- Stan Van Gundy – președinte al secției de baschet și antrenor al clubului Detroit Pistons; s-a născut în Indio
- Ed White – fotbalist la echipele San Diego Chargers și Minnesota Vikings; a jucat în echipa Liceului din Indio; stadionul de fotbal al liceului îi poartă numele

## Legături externe
- Site web oficial
- Indio Chamber of Commerce website
- The Desert Sun, Coachella Valley Newspaper
- Indio pe Curlie